# Aimable Wattebled
Pour les articles homonymes, voir Wattebled.
Aimable Wattebled est un homme politique français né le 15 janvier 1792 à Saint-Omer (Pas-de-Calais) et décédé le 26 janvier 1871 à Arras (Pas-de-Calais).
Notaire, il est conseiller d'arrondissement, puis conseiller général. Il est député du Pas-de-Calais de 1852 à 1863, siégeant dans la majorité soutenant le Second Empire. Il perd la candidature officielle, et est battu en 1863.

## Sources
- « Aimable Wattebled », dans Adolphe Robert et Gaston Cougny, Dictionnaire des parlementaires français, Edgar Bourloton, 1889-1891 [détail de l’édition]